# NGC 1078
NGC 1078 é uma galáxia elíptica (E-S0) localizada na direcção da constelação de Cetus. Possui uma declinação de -09° 27' 07" e uma ascensão recta de 2 horas, 44 minutos e 08,0 segundos.
A galáxia NGC 1078 foi descoberta em 1886 por Frank Müller.